# 盧卡斯·埃爾南德斯
盧卡斯·弗朗索瓦·贝尔纳·埃尔南德斯（法語：Lucas François Bernard Hernández，1996年2月14日—），簡稱盧卡斯（Lucas），是西班牙裔法國足球運動員，司職中後衛與左後衛，目前效力於法甲俱樂部巴黎聖日耳曼及法國國家足球隊。

## 俱樂部生涯
盧卡斯出生於法國馬賽，當時他的父親正效力於當地班霸马赛，年僅11歲的盧卡斯在2007年加盟到馬德里競技的青年隊。 2013年11月9日，雖然盧卡斯是個小伙子，但他被時任領隊迭戈·西蒙尼徵召到西甲對陣比利亞雷阿爾的18人大名單中， 而馬競在沒有派他上場的情況下作客以1:1擊敗對手。
盧卡斯在2014年4月26日完成他在馬競預備隊的上場，對手為西班牙足球乙二级联赛應屆冠軍皇家社會B隊，最終作客0:1不敵對手。 他在該賽季上陣3場，也幫助預備隊避免降級收場;他也在6月與馬競簽訂一份新合同，合同在2018年到期。
盧卡斯在2014年12月3日的國王盃首次為馬競一隊上陣，在作客3:0大勝賀斯比圖勒的比賽中踢滿全場。 同月21日，他完成自己在西班牙主要聯賽的首次上場，在作客以4:1擊敗毕尔巴鄂竞技的比賽中以替補身份古勒梅·謝奎拉。
2015年8月10日盧卡斯在確定自己成為一隊成員以後更新他的合同到2019年。他的歐冠處子秀在2016年3月15日歐冠十六強主場對陣荷甲冠軍PSV燕豪芬的第二回合上演, 他很好的頂替了受傷的馬競中衛戈丁，兩隊一路奮戰到加時賽，一直到點球大戰才分出勝負（120分鐘0比0，點球大戰8–7，馬競勝利）。

### 拜仁慕尼黑
2019年3月27日，拜仁慕尼黑宣布埃尔南德斯将于2019年7月1日正式加入该俱乐部，转会费8000万欧元，这在俱乐部和德甲历史中均创下最高转会费纪录。该合同为期5年，有效期至2024年。8月10日在德国足协杯对阵科特布斯能量的首轮比赛中，埃尔南德斯在转会后首次登场。
2020年11月3日，埃尔南德斯在歐洲冠軍聯賽對上薩爾斯堡紅牛的比賽踢進了自己第一個歐冠進球和在拜仁的首球，拜仁慕尼黑獲得了6-2的勝利。

### 巴黎聖日耳曼
2023年7月9日，埃爾南德斯簽約加盟法甲俱樂部巴黎聖日耳曼，合約期為五年，至2028年6月30日止，轉會費據悉約為4,000萬歐元。

## 國際賽生涯
盧卡斯在2012年3月6日首次完成在法國的國際賽上場，代表法國U16以1比1戰平意大利U16。2014年，他分別代表U18和法國U19上陣。
盧卡斯入選法國隊征戰2018年世界盃的名單，並擔任後防的主力，最後法國隊贏得比賽，再次舉起大力神杯。
盧卡斯入選法國隊徵戰2022年世界盃的名單，原本他擔任主力，但因其嚴重受傷，改由其胞弟特奧取代他的主力位置，最終獲得亞軍。

## 個人生活
盧卡斯的父親讓·弗朗索瓦，曾經是一名司職中後衛的球員。他也曾經效力於馬競。
盧卡斯還有一名胞弟特奧，原是和他共同效力馬競的隊友，卻於2017年七月和同城死敵皇馬簽下六年長約；令不少球迷擔心盧卡斯假以時日是否也會跳槽。
2018年10月，對馬卡報的一次採訪中，他說他的家人已經12到13年沒有收到父親的消息了。

## 榮譽

### 俱樂部
馬德里體育會
- 歐霸盃：2017–18
- 歐洲超級盃：2018

 拜仁慕尼黑
- 德甲冠軍：2019–20、2020–21[20]、2021–22、2022–23
- 德国足协杯冠軍：2019–20
- 德國超級盃冠軍：2020、2022
- 歐洲冠軍聯賽冠軍：2019–20
- 歐洲超級盃冠軍：2020
- 國際足總俱樂部世界盃冠軍：2020

巴黎圣日耳曼
- 法甲冠軍：2023–24[21]、2024–25
- 法國超級盃冠軍：2023
- 法國盃：2024
- 欧洲冠军联赛冠軍：2024-25[22]

### 國家隊
法國
- 國際足協世界盃冠軍：2018年[23]
- 歐洲足協國家聯賽冠軍：2021[24]

### 個人
- 法國榮譽軍團勳章騎士級：2018年

## 外部連結
- 盧卡斯·埃爾南德斯在BDFutbol中的档案
- 盧卡斯·埃爾南德斯 at Futbolme （西班牙語）
- Soccerway資料庫：盧卡斯·埃爾南德斯